# Bill Cosby
William Henry "Bill" Cosby, Jr. (n. 12 iulie 1937, Pennsylvania, SUA) este un actor, comediant, producător de televiziune, muzician, activist american pe tărâm obștesc și condamnat pentru delicte sexuale. Un veteran al comediei stand-up a început să facă comedie stand-up prin diferite cluburi, apoi primind un rol în 1960 în serialul de acțiune , I Spy. Mai târziu a apărut în propriul serial, comedia de situație, The Bill Cosby Show, în 1969.
Cariera și imaginea lui Cosby au fost grav afectate în urma numeroaselor acuzații de agresiune sexuală publicate în mass-media, cele mai vechi acuzații datând chiar cu decenii în urmă. Mai mult de 60 de femei l-au acuzat de viol, agresiune sexuală facilitată de droguri, abuz sexual asupra copiilor și abatere sexuală, deși aproape toate faptele se prescriseseră. Cosby a fost găsit vinovat pentru trei agresiuni indecente grave pe data de 26 aprilie 2018. Peste 50 de titluri onorifice deținute de Cosby au fost anulate.

## Legături externe
- Official Bill Cosby Site Arhivat în 24 decembrie 2008, la Wayback Machine.
- Bill Cosby la Internet Movie Database
- en Bill Cosby la Internet Broadway Database
- Interview with Cosby from 1990 Arhivat în 18 iulie 2012, la Wayback Machine. (24 minutes)
- Interview transcript Arhivat în 14 aprilie 2010, la Wayback Machine. from interview after the Pound Cake speech
- You Bet Your Life home page Arhivat în 27 februarie 2012, la Wayback Machine.
- Lucrări de sau despre Bill Cosby în biblioteci (catalog WorldCat)
- Bill Cosby sued for alleged under-age sexual abuse BBC News, 3 decembrie 2014
- "Bill Cosby retrial verdict: Guilty on all 3 counts of aggravated indecent assault"